# 님의 침묵 (1986년 드라마)
《님의 침묵》은 1986년 3월 1일에 KBS 1TV 3.1절 특집 드라마이다. 일제 강점기에 활동한 승려이자 시인, 독립운동가인 만해 한용운의 일대기를 그린 드라마이다.

## 제작진
- 연출: 류시형
- 극본: 김항명

## 등장 인물
- 이문환 : 한용운 역
- 이순재 : 이완용 역
- 송재호 : 최린 역
- 이덕희 : 전정숙 역
- 반석진
- 서영진 : 김연곡 선사 제자 역
- 임혁주 : 최린의 제자 역
- 김성원 : 손병희 역
- 이종만 : 길선주 역
- 윤덕용
- 홍영자
- 김진옥 : 몸종 아이 역
- 이진숙
- 박승규 : 유심 기자 역
- 장항선 : 경무국장 역
- 김병기 : 경시총감 역
- 박경득 : 민족대표 역
- 임병기 : 경무국 순사 역
- 박해상
- 곽경환 : 한응준 역
- 기정수 : 경시총감 심복 역
- 조재훈
- 이구순 : 유심 편집장 역
- 박정웅
- 김동완 : 김연곡 선사 역
- 김유행
- 남성식
- 고희준 : 밀정 역
- 이계영
- 고광우
- 최석구
- 이상원
- 이한위
- 이영수
- 김일우
- 유채림
- 채행하
- 안석훈
- 최상일